# 坦布爾冰川
69°57′S 69°20′W / 69.950°S 69.333°W
坦布爾冰川（英語：Tumble Glacier）是南極洲的冰川，位於亞歷山大一世島東部。長13公里、寬6公里，流經道格拉斯嶺的埃格伯特山、埃塞伍爾夫山和埃塞雷德山，最終注入喬治六世冰架。在1936年由英國探險隊首次測量。